# Indywidualne Mistrzostwa Polski na Żużlu 2014
Indywidualne Mistrzostwa Polski na Żużlu 2014 – zawody żużlowe, mające na celu wyłonienie medalistów indywidualnych mistrzostw Polski w sezonie 2014. Rozegrano cztery turnieje ćwierćfinałowe, dwa półfinały oraz finał, w którym zwyciężył Krzysztof Kasprzak.

## Finał
Finał rozegrano według następującej formuły: po 20 biegach zasadniczych, dwóch zawodników z największą liczbą punktów (Piotr Pawlicki – 14, J.Kołodziej – 14) awansowało bezpośrednio do finału, natomiast o dwa pozostałe miejsca rozegrano bieg półfinałowy, z udziałem zawodników z miejsc 3–6 (Przemysław Pawlicki – 11, K.Kasprzak – 10, G.Zengota – 10, B.Zmarzlik – 9). Z tego biegu do finału awansowali G.Zengota i K.Kasprzak. O miejscach w klasyfikacji końcowej decydował bieg finałowy, zakończony zwycięstwem K.Kasprzaka, przed Piotrem Pawlickim, J.Kołodziejem i G.Zengotą.
- Zielona Góra, 14 sierpnia 2014
- Sędzia: Wojciech Grodzki

| Msc. | Zawodnik               | Klub                 | Pkt     |                |  |
| ---- | ---------------------- | -------------------- | ------- | -------------- |  |
| 1    | Krzysztof Kasprzak     | Stal Gorzów Wlkp.    | 10 +2+3 | (1,3,3,d,3)    |  |
| 2    | Piotr Pawlicki         | Unia Leszno          | 14 +2   | (3,3,3,3,2)    |  |
| 3    | Janusz Kołodziej       | Unia Tarnów          | 14 +1   | (3,2,3,3,3)    |  |
| 4    | Grzegorz Zengota       | Unia Leszno          | 10 +3+0 | (3,3,2,1,1)    |  |
| 5    | Przemysław Pawlicki    | Unia Leszno          | 11 +1   | (3,1,3,1,3)    |  |
| 6    | Bartosz Zmarzlik       | Stal Gorzów Wlkp.    | 9 +0    | (2,1,1,3,2)    |  |
| 7    | Jarosław Hampel        | Falubaz Zielona Góra | 8       | (1,0,1,3,3)    |  |
| 8    | Norbert Kościuch       | GKM Grudziądz        | 7       | (0,2,2,2,1)    |  |
| 9    | Piotr Protasiewicz     | Falubaz Zielona Góra | 7       | (1,0,2,2,2)    |  |
| 10   | Kacper Gomólski        | Unia Tarnów          | 7       | (2,1,1,2,1)    |  |
| 11   | Piotr Świderski        | Stal Gorzów Wlkp.    | 6       | (2,3,0,1,0)    |  |
| 12   | Krzysztof Buczkowski   | Unia Tarnów          | 6       | (2,2,1,1,0)    |  |
| 13   | rez. Kamil Adamczewski | Falubaz Zielona Góra | 4       | (2,0,0,2)      |  |
| 14   | Tomasz Jędrzejak       | Sparta Wrocław       | 4       | (1,1,0,2,0)    |  |
| 15   | Tobiasz Musielak       | Unia Leszno          | 3       | (0,0,2,1,0)    |  |
| 16   | Krystian Pieszczek     | Wybrzeże Gdańsk      | 1       | (0,u,0,0,1)    |  |
| 17   | Krzysztof Jabłoński    | Falubaz Zielona Góra | 0       | (u/ns,–,–,–,–) |  |
|      | rez. Szymon Woźniak    | Polonia Bydgoszcz    | ns      |                |  |

Bieg po biegu:
1. Prz. Pawlicki, Buczkowski, Kasprzak, Kościuch
2. Kołodziej, Zmarzlik, Protasiewicz, Musielak
3. Zengota, Świderski, Hampel, Jabłoński (u/ns)
4. Pi. Pawlicki, Gomólski, Jędrzejak, Pieszczek
5. Pi. Pawlicki, Kołodziej, Prz. Pawlicki, Hampel
6. Świderski, Buczkowski, Jędrzejak, Musielak
7. Kasprzak, Adamczewski, Zmarzlik, Pieszczek (u/4)
8. Zengota, Kościuch, Gomólski, Protasiewicz
9. Prz. Pawlicki, Musielak, Gomólski, Adamczewski
10. Kołodziej, Zengota, Buczkowski, Pieszczek
11. Kasprzak, Protasiewicz, Hampel, Jędrzejak
12. Pi. Pawlicki, Kościuch, Zmarzlik, Świderski
13. Zmarzlik, Jędrzejak, Zengota, Prz. Pawlicki
14. Pi. Pawlicki, Protasiewicz, Buczkowski, Adamczewski
15. Kołodziej, Gomólski, Świderski, Kasprzak (d/1)
16. Hampel, Kościuch, Musielak, Pieszczek
17. Prz. Pawlicki, Protasiewicz, Pieszczek, Świderski
18. Hampel, Zmarzlik, Gomólski, Buczkowski
19. Kasprzak, Pi. Pawlicki, Zengota, Musielak
20. Kołodziej, Adamczewski, Kościuch, Jędrzejak
21. Półfinał: Zengota, Kasprzak, Prz. Pawlicki, Zmarzlik
22. Finał: Kasprzak, Pi. Pawlicki, Kołodziej, Zengota